# Anse-Rouge
Anse-Rouge (en criollo haitiano Ans Wouj) es una comuna de Haití, que está situada en el distrito de Gros-Morne, del departamento de Artibonito.

## Secciones
Está formado por las secciones de:
- Arbre (que abarca la villa de Anse-Rouge)
- Sources Chaudes (que abarca el barrio de Sources Chaudes)

## Demografía
| Gráfica de evolución demográfica de Anse-Rouge entre 2009 y 2015 |
|                                                                  |

Los datos demográficos contemplados en este gráfico de la comuna de Anse-Rouge son estimaciones que se han cogido de 2009 a 2015 de la página del Instituto Haitiano de Estadística e Informática (IHSI). 